# 악의 꽃 (1961년 영화)
"악의 꽃"은 한국에서 제작된 이용민 감독의 1961년 영화이다. 이예춘 등이 주연으로 출연하였고 이용민 등이 제작에 참여하였다.

## 출연

### 주연
- 이예춘
- 도금봉
- 고선애

## 기타
- 조명: 윤창화
- 미술: 임명선